# Euvola ziczac
Euvola ziczac is een tweekleppigensoort uit de familie van de Pectinidae. De wetenschappelijke naam van de soort is voor het eerst geldig gepubliceerd in 1758 door Linnaeus.